# Alison Hell
Alison Hell è la seconda traccia ed il primo singolo dall'album Alice in Hell, disco di debutto del gruppo thrash metal canadese degli Annihilator, e, in generale, il loro primo singolo ed una delle loro canzoni più famose, che suonano in tutti i concerti.

## Brano
La canzone è spesso accompagnata in concerto dalla prima traccia dell'album, una intro acustica di nemmeno due minuti intitolata Crystal Ann, composta da Jeff Waters, chitarrista, fondatore e unico membro fisso della band.
In generale la canzone è molto cupa, anche perché è basata su una storia vera di una bambina chiamata Alice la quale ha avuto degli incubi riguardanti mostri e uomini neri e che non sapeva perché era tormentata da questi sogni, e cominciò a dirlo ai suoi genitori, che non la consideravano. Dopo un po' di tempo, la bambina è diventata clinicamente matta ed è stata messa in un manicomio. Sfruttando il nome della bambina, il gruppo canadese ha messo nel titolo dell'album una parodia del famoso libro di Lewis Carroll, Le avventure di Alice nel Paese delle Meraviglie. Il ritornello della canzone stato però storpiato, trasformando 'Alice in Hell' in 'Alison Hell'.

## Formazione
- Jeff Waters - chitarra solista, chitarra ritmica, cori, basso, chitarra acustica, voce
- Randy Rampage - voce, cori
- Dennis Dubeau - cori
- Anthony Brian Greenham - chitarra ritmica
- Wayne Darley - basso, cori
- Ray Hartmann - batteria